# Kujaku l'esorcista
Kujaku ō (孔雀王?) è un manga di Makoto Ogino pubblicato dal 1985 al 1989. Dal manga sono tratti una serie OAV di cinque episodi intitolata Kujaku l'esorcista, due film live action e alcuni videogiochi.

## Trama
Kujaku è un monaco buddhista specializzato negli esorcismi e nella caccia ai demoni. Kujaku è membro dell'Ura-Kouya, società segreta del Giappone specializzata nella cattura dei demoni.

## Personaggi
- Kujaku (孔雀?)

Doppiato da: Toshihiko Seki (OAV 1-3), Kōji Tsujitani (OAV 4-5), Diego Sabre (ed. italiana)
Giovane monaco buddhista di Ura-Kōya. Il suo vero nome è Akira (明?) ed è figlio di un monaco chiamato Jikaku. Utilizza un vajra per i suoi esorcismi.
- Tarōja Onimaru (王仁丸 太郎邪?)

Doppiato da: Hiroya Ishimaru (OAV 1), Tesshō Genda (OAV 2-3), Yūsaku Yara (OAV 4-5), Stefano Albertini (ed. italiana)
Maestro Jukondo mezzo demone e mezzo umano. Il suo dio guardiano è Mahakala.
- Ashura (阿修羅?)

Doppiata da: Arisa Andō (OAV 1-3), Miki Itō (OAV 4-5), Debora Magnaghi (ed. italiana)
Ragazza che può controllare il fuoco. Il suo dio guardiano è Asura King.
- Jiku Ācārya (慈空阿闍梨?, Jikū Ajari)

Doppiato da: Gorō Naya (OAV 1-3), Ichirō Nagai (OAV 4-5), Antonio Paiola (ed. italiana)
Maestro di Kujaku.
- Huáng Hǎifēng (黄海峰?, Kō Kaihō)

Doppiato da: Kazuhiko Inoue (OAV 2), Norio Wakamoto (OAV 4-5), Claudio Moneta (ed. italiana)
Maestro di Huáng-jiā Xiāndào. È innamorato di Tomoko, sorella di Kujaku.
- Nikkō (日光?)

Doppiato da: Akira Kamiya (OAV 2), Ken Yamaguchi (OAV 4-5), Luca Semeraro (ed. italiana)
Prete capo di Ura-Kōya. Il suo dio guardiano è Mahāvairocana.
- Tsukuyomi (月読?)

Doppiato da: Miina Tominaga (OAV 2), Hiromi Tsuru (OAV 4-5), Giusy Di Martino (ed. italiana)
La padrona della sala femminile di preghiera di Ura-Kōya. Innamorata di Kujaku, il suo dio guardiano è Candraprabha.
- Tomoko (朋子?)

Doppiato da: Noriko Hidaka (ed. originale), Cinzia Massironi (ed. italiana)
Sorella di Kujaku ed incarnazione di Rahu.

### OAV
| nº | Titolo originale | Titolo italiano          | Data uscita Giappone | Data uscita Italia |
| -- | ---------------- | ------------------------ | -------------------- | ------------------ |
| 1  | 鬼還祭           | La statua di Ashura      | 29 aprile 1988       | 12 settembre 2019  |
| 2  | 幻影城           | Il castello sull'abisso  | 3 novembre 1989      | 19 settembre 2019  |
| 3  | 櫻花豊穣         | Petali di follia         | 21 settembre 1991    | 26 settembre 2019  |
| 4  | 天魔復活         | La resurrezione di Tenja | 25 aprile 1994       | 3 ottobre 2019     |
| 5  | 崑崙鳴動         | Le lacrime degli Dei     | 25 maggio 1994       | 10 ottobre 2019    |

## Media

### Film
Dal manga sono tratti due film in live action, Peacock King (孔雀王 - 1988) e Saga of the Phoenix (孔雀王アシュラ伝説 - 1990), diretti da Lam Ngai Kai e interpretati da Yuen Biao.

### Videogiochi
Dal manga sono stati tratti quattro videogiochi:
- Kujaku Ō (1988, Famicom)
- Kujaku Ō II (1990, Famicom e MSX)
- SpellCaster (1988, Sega Master System)
- Mystic Defender (1989, Sega Mega Drive)